# IC 2010
IC 2010 је спирална галаксија у сазвјежђу Мрежица која се налази на листи објеката дубоког неба у Индекс каталогу.
Деклинација објекта је - 59° 55' 45" а ректасцензија 3h 51m 58,2s. Привидна величина (магнитуда) објекта IC 2010 износи 13,5 а фотографска магнитуда 14,4. IC 2010 је још познат и под ознакама ESO 117-11, AM 0351-600, IRAS 03510-6004, PGC 13995.